# Nederlandse Kabelfabriek
De Nederlandse Kabelfabriek

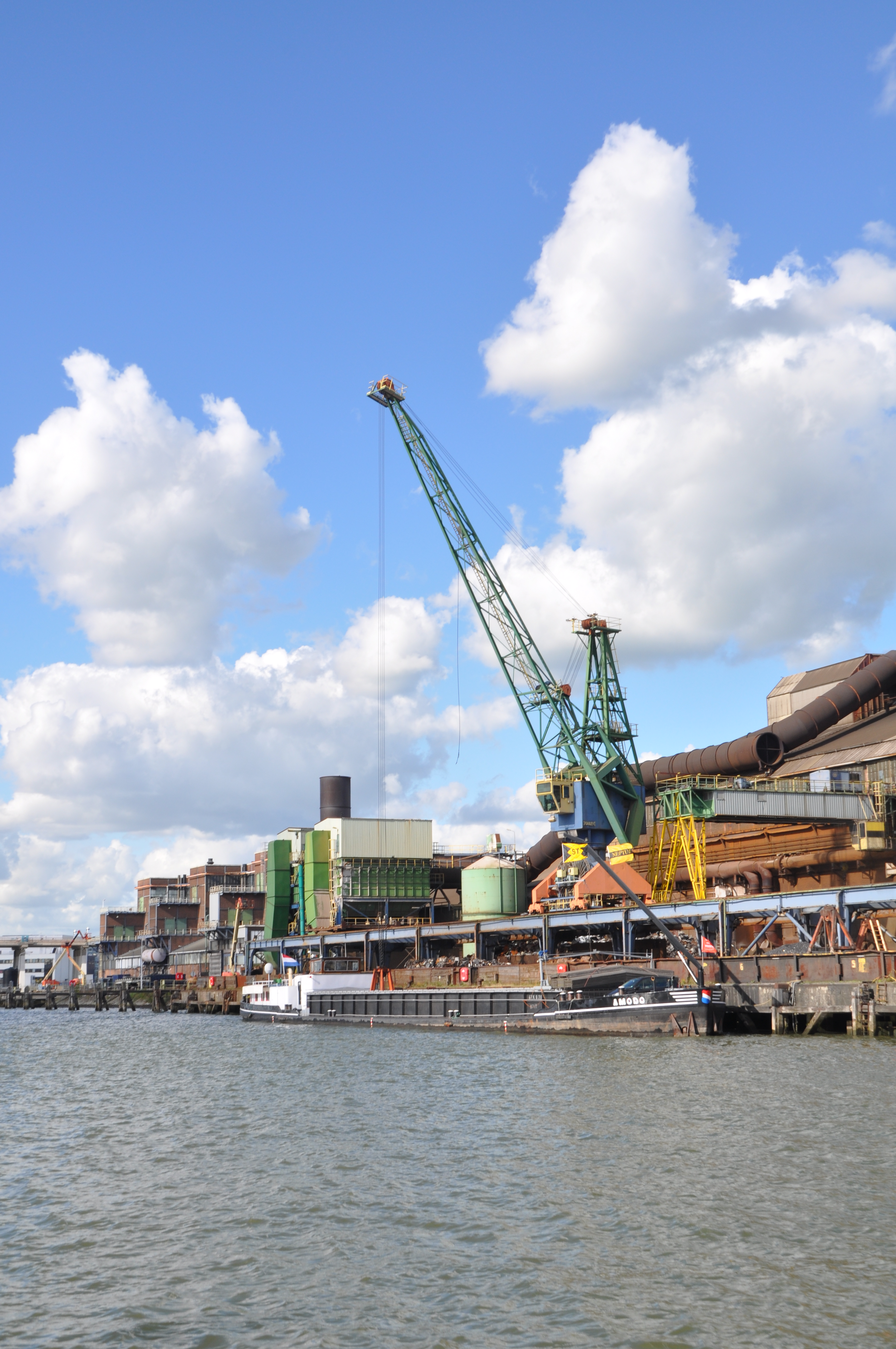
Kabelfabriek Alblasserdam (2012)

beter bekend onder de afkorting NKF was een producent van stroom-, telefoon- en aanverwante kabels met bijbehorende handels- en fabricage-activiteiten met een hoofdvestiging Delft en een nevenbedrijf te Alblasserdam. NKF was enige tijd onderdeel van Philips en het Pirelli-concern, en maakt sinds 2011 deel uit van de Prysmian Group.

## Opkomst
De oprichter van het bedrijf, C. von Lindern, directeur in ruste van een touwslagerij uit Alblasserdam, zag - naar verluidt - in zijn omgeving schepen voorbij varen geladen met haspels met daarop elektriciteitskabels, een in die tijd nog betrekkelijk nieuw product. Als touwslager raakte hij in dit product geïnteresseerd vanwege de verwantschap met het fabricageproces in de touwfabricage. Na enig onderzoek naar de samenstelling van een dergelijke kabel en de prijs van de grondstoffen hiervoor, waarbij hij naar verluidt een keukenweegschaal hanteerde, raakte hij overtuigd van de winstgevendheid van het project. In 1913 kwam de N.V. Nederlandsche Kabelfabriek tot stand die een fabriek aan de Schie in Delft oprichtte (onder architectuur van H J Nederhorst) die in het najaar van 1914 in bedrijf werd gesteld. In het beginjaar werd ook Ir. C.F. Proos aangetrokken die, eerst als bedrijfsingenieur en later als technisch directeur, het bedrijf zou dienen. Proos ontwikkelde zich tot een autoriteit op het gebied van kabels voor hoogspanning en zette het bedrijf op de Europese kaart. Doordat tijdens de Eerste Wereldoorlog de concurrentie van de Duitse kabelfabrieken wegviel kwamen er meteen grote groeikansen en werden in 1914 en 1918 nieuwe aandelen uitgegeven. Met Draka was een marktverdeling overeengekomen: Amsterdam de laag- en Delft de hoogspanningskabels. Daarom kon de NKF voorspoedig starten en was ze al snel sterk winstgevend. In de jaren 1915 tot 1919 nam de nettowinst sterk toe: van een kwart van het startkapitaal in het eerste jaar, tot aan nagenoeg het volle startkapitaal in 1919. Ook na de oorlog, en zelfs tot ver na de Tweede Wereldoorlog, bleef de NKF een sterk winstgevende industrie met tussen 1915-1940 continue dividenden van minimaal 15% met een enkele uitschieter van 34%. Er kwam een koperwalswerk, in 1920 waren er 200 arbeiders in dienst. In 1936 richtte NKF in Alblasserdam een eigen staalfabriek op (die in 1978 als aparte onderneming de naam Nedstaal kreeg) die in 1938 in bedrijf kwam. Deze beschikte over 3 Siemens-Martin-ovens voor de productie van ijzer- en staaldraad en bandijzer. 

## Na 1945
In de wederopbouwperiode vonden grote uitbreidingen plaats: in 1948 uitbreiding van de afdeling koudbewerking draad en band en een nieuwe draadwalsinstallatie, 1949: electro-oven voor fabricage staalblokken; 1952: elektrisch bestuurde draadwalserij, 1953; continu-blokwalserij. 
In 1955 richtte NKF een filiaal in Delfzijl op voor de vervaardiging van telecommunicatiekabels, in 1962 verplaatste de NKF een deel van de productie in Delft naar Waddinxveen. Daar vond in het voormalige pand van de British American Tobacco Company de productie van telefoniekabel in kunststof plaats. 

## Producten

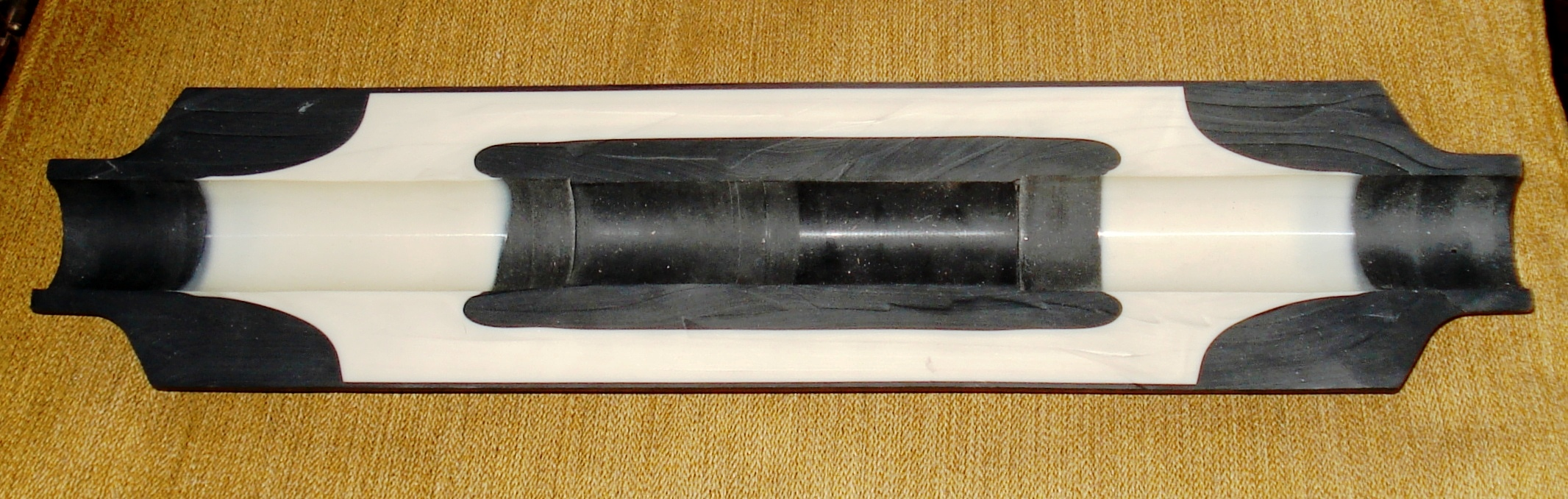
Voorbeeld van een NKF-product: koppelstuk van twee hoogspanningskabels

NKF had twee categorieën van producten: sterkstroomkabels voor het vervoeren van elektrische energie en zwakstroomkabels voor het geleiden van telefoongesprekken. Met het groeien van de elektrische netten in Nederland, en het uitbouwen van het telefoonnet, nam zowel de omzet als de complexiteit van de beide categorieën kabel toe. Er werden laboratoria gebouwd, zowel voor het keuren van kabels als voor het ontwikkelen van nieuwe kabelconstructies. Ook nam de export toe – vooral buiten Europa – waartoe ook weer nieuwe ontwikkelingen nodig waren.

## Neergang en consolidatie
In 1970 nam Philips het bedrijf over dat vervolgens het hoofdkantoor in Rijswijk vestigde. Het NKF-concern kreeg daarbij officieel de sinds 1968 gebezigde naam NKF Groep, waartoe ook de Draka behoorde en Polva Nederland te Enkhuizen. Omstreeks 1975 stond de groep, die inmiddels tot een conglomeraat van kabelfabrieken (1980 9400 werknemers van wie 5700 in het buitenland) was uitgegroeid, aan zijn top. De omzet van het bedrijf was gestegen tot circa 1,5 miljard gulden. Technisch behoorde het bedrijf tot de meest toonaangevende kabelfabrieken in de wereld. Philips ging echter nooit met volle kracht voor dit (voor Philips onbekende) gebied en had geen echte ambitie om mogelijk de grootste kabelproducent ter wereld te worden. Toen uiteindelijk de markt stagneerde en de omzetten drastisch daalden trok Philips zich  omstreeks 1986 terug. De NKF Groep viel uiteen. In 1988 wilde de NKF de productie van telecommunicatiekabels verplaatsen naar Delfzijl. Het personeel ging in staking, honderden banen zouden verloren gaan. De gemeente Waddinxveen probeerde de plannen ongedaan te maken. Dat lukte maar tot 1990, toen sloot het bedrijf in Waddinxveen definitief haar deuren. Telde de NKF-vestiging in Delft omstreeks 1980 nog 2400 werknemers, in 2005 waren dit er nog maar 300, deels door dalende markten, deels door overplaatsing van de afdeling telecomkabels (de zwakstroomkabels van weleer) naar Delfzijl en deels door de, door omstandigheden afgedwongen, efficiencyverbeteringen.
De NKF vestiging in Delft werd in 1987 zelfstandig en kwam omstreeks 1990 aan de beurs met een grote deelname van het Finse NOKIA. De bundeling van bedrijven toonde aanvankelijk nog een groei qua werkgelegenheid: van 1403 medewerkers in 1990 tot 2182 in 1994. In 1999 werd NKF Holding enige tijd opgenomen in het Draka Holding concern en in 2000 overgenomen door het Italiaanse bedrijf Pirelli, in die tijd de grootste kabelproducent ter wereld. Bij het afstoten van de kabelbelangen van Pirelli werd het Delftse bedrijf onderdeel van Prysmian Cables and Systems, tegenwoordig Prysmian Group. In Delft worden laagspanningskabels, middenspanningskabels alsmede hoogspanningskabels tot 400 kV vervaardigd, in diverse uitvoeringen. Ook ontwikkelt, ontwerpt en produceert men hier kabelmoffen, kabeleindsluitingen en aanverwante artikelen voor hoogspanningskabels tot 500 kV, die wereldwijd worden toegepast.
In 2014 werd de fabriek in Amsterdam gesloten. De productie is overgegaan naar de vestiging in Delft. In de fabriek voor laagspanningskabels aan de oever van het IJ in Amsterdam-Noord werkten toen nog 78 mensen, waarvan het overgrote deel is meeverhuisd naar Delft.

## Herkenbaarheid
Laagspanningskabels en snoeren zijn herkenbaar aan de in de kabel en het snoer opgenomen kendraad, die voor de NKF bestaat uit de kleuren rood, wit en blauw en voor Draka uit rood en zwart.

## Toekomst
Het enorme pand van de oorspronkelijke NKF-hallen ondergaat momenteel een transitie naar woon- en werkwijk waar de Kabelfabriek het hart van vormt. Momenteel zijn de hallen verdeeld in drie gedeeltes: opslag, afvalverwerking en één gedeelte waar al begonnen is met de herbestemming van dit industriële erfgoed. Er vestigen zich allerlei kleine bedrijfjes, ateliers en initiatieven.